# Ульріх Апт Старший

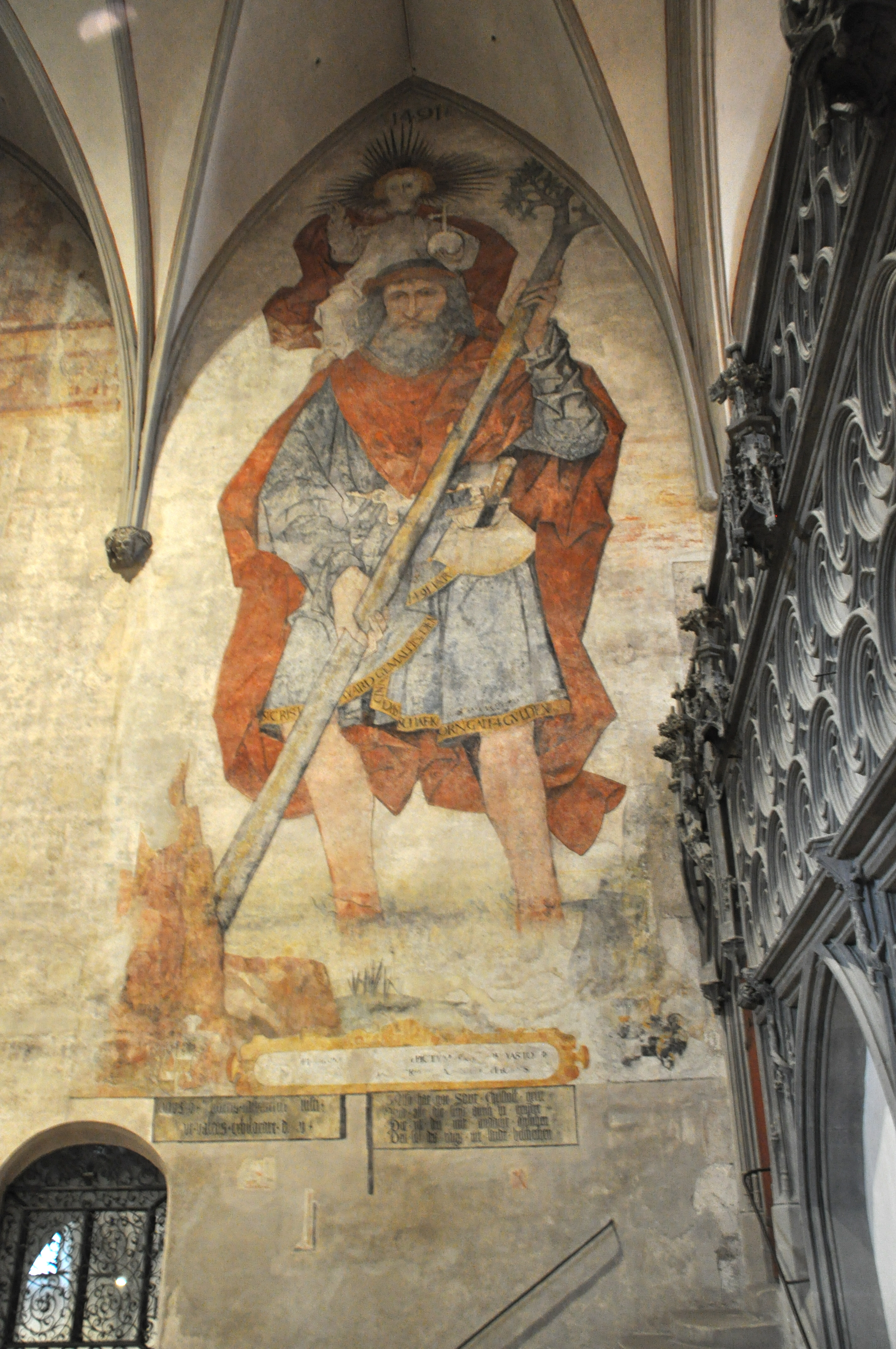
Ульріх Апт Старший, Фреска з зображенням св. Христофора, Аугсбургський собор

Ульріх Апт Старший (нім. Ulrich Apt der Ältere; бл. 1460, Аугсбург — 1532, Аугсбург) — німецький художник доби Пізнього Середньовіччя.

## Життя і творчість
Ульріх Апт Старший народився близько 1460 року в німецькому місті Аугсбург в родині живописця Петера Апта, зазначеного в аугсбурзькій книзі реєстрації ремісників. З 1481 року Ульріх Апт працював в Аугсбурзі як самостійний майстер. На замовлення аугсбурзького патриція Мартіна Вайса для місцевого монастиря Св. Хреста виготовляє стулковий вівтар, на лівому крилі якого зображено народження Христа (нині ця частина зберігається у Віндзорському замку, а на правому — поклоніння волхвів (нині зберігається в Луврі).
У 1516 році Ульріх разом з деякими іншими художниками отримує від магістрату замовлення на оформлення будинку міської ратуші Аугсбурга картинами і зображеннями предків і військовими сценами на прославлення правлячого імператорського дому. Дані роботи не збереглися, за винятком двох поясних чоловічих портретів, що зберігаються в віденському Художньо-історичному музеї і в картинній галереї Дессау. Ульріх Апт Старший жив і працював все своє життя у місті Аугсбург. Він став незалежним майстром у 1481 році. Він провів семінар в Аугсбурзі зі своїми трьома синами Якобом, Ульріхом Молодшим, Міхаелем, створюючи в першу чергу релігійні тематичні твори. Художня майстерня Ульріха Апта була однією з кращих в місті, і в ній працювали також і троє його синів: Ульріх Апт Молодший, Якоб і Міхаель. Художник Ульріх Апт Старший помер в Аугсбурзі в 1532 році.

## Роботи
- 1491 — Фреска із зображенням св. Христофора в Аугсбургському соборі
- Розписи в церкві, місці паломництва, св. Афра в Полях, Фрідберг — не збереглися
- 1509 р. — Розпис стулчастого вівтаря в церкві св. Маріца в Аугсбурзі — не зберігся
- 1505—1510 рр. — «Образ старого», Відень
- 1510 р. — «Поклоніння волхвів», Флоренція
- Близько 1510 року — «Траур», Музей Тиссена-Борнеміси, Мадрид
- 1512 р. — «Портрет чоловіка та його дружини», Столичний музей мистецтва, Нью-Йорк
- 1512 р. — «Портрет чоловіка та його дружини», Королівська колекція, Віндзор
- 1517 р. — «Розп'яття», Аугсбург